# تونل

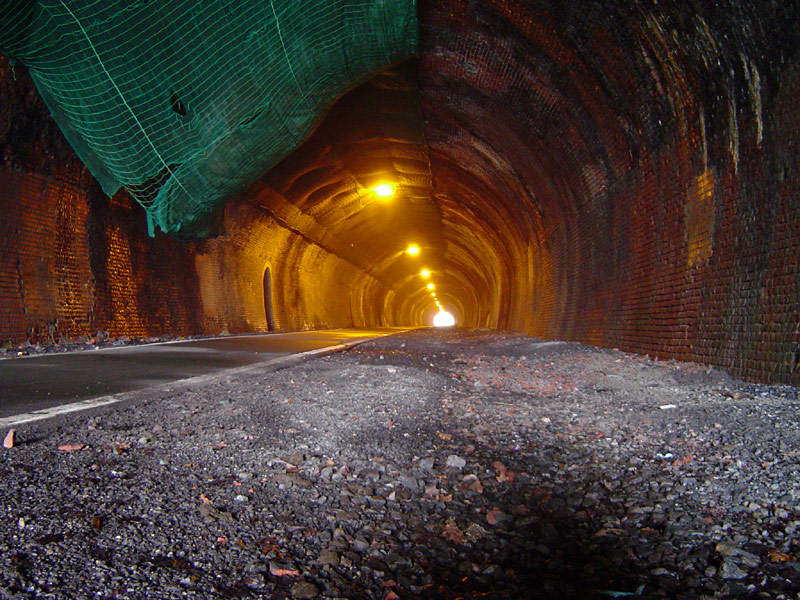
یک تونل ویژه راه‌آهن در بلژیک

تونل (به فرانسوی: Tunnel) یا دالانه راهرو لوله‌مانند زیرزمینی یا دور پوشیده‌ای برای گذر از موانعی چون کوه و دریا و رودخانه و جاده است. تونل گاه برای حفاظت در برابر ریزش کوه یا آلودگی صوتی نیز ساخته می‌شود. دور تا دور تونل نمی‌بایستی الزاماً کاملاً بسته باشد و با تکنیک امروزی می‌تواند دارای طرفی نیمه باز (مانند پنجره) به بیرون باشد. برخی از برنامه‌ریزان شهری هر سازه تونل مانندی بلندتر از ۰/۱۶ کیلومتر (اروپا: ۸۰ متر) را تونل و کمتر از این را زیرگذر می‌نامند.
یک تونل ممکن است برای دوچرخه‌سوارها یا رفت‌وآمد وسایل نقلیه موتوری و عمومی یا راه‌آهن یا برای یک کانال باشد. برخی کانال‌ها برای حمل آب برای مصارف عمومی یا صنعتی است. در اروپا حتی تونل‌هایی برای رفت‌وآمد حیوانات حیات وحش که در جاهای خطرناک زیستگاه دارند درست شده‌است. همچنین برخی تونل‌های مخفی برای گذر از برخی مناطق خطرناک حفر شده‌اند. مانند تونل‌هایی که بین غزه و مصر ایجاد شده‌اند. به هر روی شالوده یک شبکه حمل‌ونقل سریع تونل‌ها هستند.

## اطلاعات پایه
تونل‌ها و فضاهای زیرزمینی برای مقاصد گوناگونی ساخته می‌شوند. از جمله: تونل‌های حمل و نقل و دسترسی، تونل‌های آب بر، مغارها، فضاهای زیر زمینی (ایستگاه‌های مترو، نیروگاه‌ها، انبارهای زیرزمینی و کارگاه‌های استخراج مواد معدنی).
طراحی هر یک از فضاهای فوق مستلزم دسترسی به داده‌های مناسب و به‌کارگیری تمهیدات ویژه‌است. در هر مورد طراح باید ضمن آگاهی دقیق از شرایط زمین، ابتدا در جهت بهبود کیفیت مصالحی که قرار است تونل در آن حفر شود، اقدام نماید. در بسیاری از زمین‌ها تونل‌های حفر شده نمی‌توانند خودنگهدار باشند و برای پابرجا نگهداشتن آن‌ها باید از حایلهایی استفاده کرد.
به نظر می‌رسد که مهم‌ترین عامل در طراحی تونل، یا هر فضای زیرزمینی دیگر، تأمین پایداری آن است. قرارگیری این گونه سازه‌ها در میان مصالح طبیعی، یعنی سنگ و خاک، باعث شده‌است که شرایط زمین‌شناسی نقش اصلی را در پایداری ایفا نمایند.

## اکتشاف مسیر تونل‌ها
از میان کلیه فعالیت‌های مهندسی عمران، حفر تونل و به‌طور کلی فضاهای زیرزمینی، بیش از همه نیاز به شناسایی زمین و در نتیجه همکاری زمین‌شناس خبره دارد. این گونه سازه‌ها باید در زمینی مطمئن و مقاوم ایجاد شوند، ولی شرایط درون زمین بسیار متغیر است و بر خلاف سطح زمین، امکان شناسایی و دسترسی به تمام نقاط آن نیز وجود ندارد.
زمین‌های سست و ریزشی، خرد شده و گسل خورده، هوازده و متورم شونده و بالاخره آبدار، بیشترین مشکلات را برای حفر تونل به وجود می‌آورند و این در حالی است که در بسیاری موارد انتخاب زمین مناسب با ما نیست. به عنوان مثال، اغلب تونل‌های راه یا راه‌آهن محل‌های گذر اجباری‌اند و نمی‌توان مسیر آن‌ها را برای رسیدن به زمین قابل اطمینان، به مقدار زیاد تغییر داد.
در چنین شرایطی وظیفه کاوشگر عبارتست از: مطالعه مسیر موجود و کسب آن گونه اطلاعاتی است که با استفاده از آن‌ها بتوان طراحی تونل را به انجام رساند، به نحوی که با بکارگیری کمترین پوشش استحکامات داخلی، سازه زیرزمینی پایداری قابل قبولی در برابر عوامل مخرب داشته باشد.
رکن اصلی بررسی‌های مربوط به فضاهای زیرزمینی و تونل‌ها را حفاری‌های اکتشافی تشکیل می‌دهد. حفر گمانه یا تونل اکتشافی معمولاً پرخرج است، ولی اطلاعات دست اولی از شرایط حکمفرما در زمین در اختیار جستجوگر قرار می‌دهد.
حفر گمانه‌های اکتشافی، مخصوصاً اگر با مغزه‌گیری همراه باشد، بیشترین اطلاعات را در مورد شرایط حکمفرما در زیرزمین بدست می‌دهد. البته چون حفاری همراه با مقره‌گیری عملی وقت گیر و پرهزینه‌است، جستجوگر باید با دقت زیاد محل حفر گمانه‌ها و عمق آن‌ها را تعیین نماید. در طول پیشرفت حفاری نیز باید مقره‌های حفاری به‌طور مرتب مورد بررسی قرار گرفته و در اعماق مناسب آزمایش‌های ژئوتکنیکی لازم انجام گیرد. مقره‌های حفاری به ترتیب خاص و در جعبه‌های مخصوص برای بررسی‌های بیشتر در آینده یا استفاده احتمالی پیمانکار محفوظ نگهداشته می‌شود.
در زمین‌های نرم و عملیات اکتشافی مسیر تونل‌های زیرآبی، گمانه‌ها را می‌توان بسته به شرایط، به فاصله ۱۵۰ تا ۳۰۰ متر از یکدیگر حفر نمود. البته در جاهایی که قرار است سازه‌های زیرزمینی قرار گیرد، شبکه حفاری می‌توان متراکم‌تر باشد. کلیه حفاری‌ها باید تا پائین‌تر از تراز کف تونل مورد نظر ادامه یابد. برای تونلی که قرار است در سنگ حفر شود، مخصوصاً اگر طویل هم باشد، امکان حفاری محدود است و تنها هرجا که لازم و امکان‌پذیر است، انجام می‌شود. در سنگ نیز باید، در کلیه گمانه‌ها سطح آب زیرزمینی و وجود احتمالی هر نوع گاز سمی یا قابل انفجار یادداشت شود.

### گمانه و تونل پیشاهنگ
امروزه در برخی از پروژه‌های حساس یا در جاهایی که زمین‌شناسی به شدت پیچیده‌است، از دو مدخل، تونل موردنظر و در امتداد محور آن تونل پیشاهنگ حفر می‌شود. این تونل سطح مقطعی کوچک دارد و ممکن است تمام مسیر تونل اصلی را دربر گیرد.
نظر به اینکه حفر تونل‌های پیشاهنگ بسیار وقت‌گیر و پرهزینه‌است، اغلب به جای آن از گمانه‌های پیشاهنگ استفاده می‌شود. البته در بسیاری موارد این نوع گمانه پس از پایان عملیات اکتشافی و طراحی تونل و در زمان عملیات اجرائی حفر می‌گردد. به این ترتیب که با حفر گمانه‌هایی در سینه کار تونل و هم محور با آن، شرایط زمین تا چندین متر جلوتر شناسائی شده و در صورتی که مشکلی، مانند برخورد به زمین‌های سست یا خرد شده یا هجوم آب، در پیش رو باشد، در فاصله زمانی موجود، برای مقابله با آن اقدام می‌شود.

## حفاری تونل در سنگ و خاک
برای حفاری تونل‌ها روش‌های متنوعی ابداع شده‌است. به‌طور معمول توده‌های سنگی با روش‌های متداول چالزنی و انفجار و تخلیه حفاری می‌شوند، یا اینکه از ماشین‌های حفار TBM استفاده می‌شود.

### تونل‌زنی در سنگ
رایج‌ترین روش حفر تونل در زمین‌های سنگی استفاده از انفجار مواد آتشزا است. حفاری تونل در سنگ معمولاً تکرار چرخه چالزنی، انفجار، تخلیه مواد و نصب حایل‌ها است. طرح، فاصله و عمق چالها، مقدار و نحوه خرج‌گذاری و آتشکاری آن‌ها و ساخت سنگ عواملی مهم در شکل مقطع حفاری شده‌اند. در حفاریهایی که در سنگ انجام می‌شود، هدف نهایی آن است که سطح مقطع حاصل از انفجار کاملاً مشابه مقطع طراحی شده باشد.
در روش سنتی در هر بار عملیات انفجاری در حدود یک متر و نیم تونل حفر می‌شود که با برداشتن سنگ‌های باطله این میزان پیشروی می‌کنند. حفر تونل با کار گذاشتن مواد انفجاری در محوطه مورد نظر که با فرمولی خاص انجام می‌شود، صورت می‌گیرد.
سنگ‌های باطله‌ای که در اثر انفجار به وجود می‌آید توسط یک ماشین سنگ‌خردکن آن‌ها به داخل واگن حمل سنگ که در پشت این ماشین قرار گرفته‌است رسانده شده و به سمت آسانسور برای انتقال به بیرون هدایت می‌شود. حمل واگن‌ها تا آسانسور توسط کارگران صورت می‌گیرد. یکی از مهم‌ترین مراحل کار محکم‌سازی دیواره‌ها و سقف تونل پس از حفر است. این کار به چند روش از جمله مش‌گذاری بر روی سقف و دیواره‌ها و نصب میله‌های منحنی شکل (قاب) با فاصله‌هایی نزدیک به یکدیگر انجام می‌شود. در هر دو روش فوق دیواره و سقف با بتن در برابر ریزش‌های احتمالی مقاوم‌سازی می‌شود.

### تونل‌زنی در خاک
حفاری تونل‌ها در خاک به‌طور دستی و مکانیکی یا به‌طور خودکار و با مدد گرفتن از ماشین‌های حفار تونل انجام می‌شود. انتخاب روش تونل‌زنی در خاک و نحوه نگهداری آن با توجه به شرایط زمین، ابعاد حفاری زیرزمینی، مقدار پیشروی در هر مرحله و مانند آن انجام می‌شود. به‌طور کلی، حفاری در خاک در عمل تکرار چرخه‌ای متشکل از حفاری، خارج کردن مواد و قرار دادن حایلهاست.
در روش سنتی، طول پیشروی در هر چرخه عمدتاً بستگی به شرایط زمین دارد و معمولاً از فاصله بین قاب‌ها یا صفحات پوششی تجاوز نمی‌کند. روش دیگر حفاری و نگهداری خاک استفاده از سپر است. سپر اغلب به صورت استوانه‌ای است که به‌طور افقی قرار گرفته و از یک قاعده آن حفاری انجام می‌شود و پس از آنکه مواد حفاری شده تخلیه گردید، سپر به جلو رانده می‌شود.

## حفاری تونل‌های مترو
حفاری تونل‌های مترو به سه روش انجام می‌شود: ترانشه باز، اتریشی و ماشین حفار.
- روش ترانشه باز: در این روش ساخت، ابتدا بررسی و آزمایش‌های ژئوتکنیکی برای تشخیص لایه‌های زمین و مقاومت خاک در مسیر حفر تونل صورت گرفته و پس از خاکبرداری و گود کردن تونل، کف منطقه گودبرداری شده تسطیح، آرماتوربندی و سپس بتن ریزی می‌شود.
- روش اتریشی: در این روش، مانند همان روشی که در حفر قنوات استفاده می‌شود، با یک شفت یا رمپ به عمق مورد نظر رسیده، سپس اقدام به حفر تونل می‌نمایند. تونل خاک برداری شده در مقاطع فوقانی و تحتانی، ابتدا حفاظت موقت شده و در نهایت؛ قالب بندی، آرماتوربندی و بتن ریزی می‌شود.
- روش ماشین حفار: ساخت تونل با ماشین حفار در خیابان‌های پرترافیک و در مناطقی که سطح سفره آب‌های زیرزمینی بالا است، کاربرد دارد. در این روش، یک رمپ برای ورود ماشین حفار به عمق زمین ایجاد شده و پس از آن ماشین حفار کار حفاری و ساخت تونل در زیر زمین را آغاز می‌کند. ماشین حفار به دستگاه خاک‌برداری دوار با مقاومت زیاد و تعدادی چک‌های هیدرولیکی که به‌طور افقی حرکت می‌کنند، مجهز است. با پیشروی در دل خاک، تونل حفاری شده و خاک ناشی از حفاری، توسط تسمه نقاله به قطارهای حمل خاک که در پشت ماشین قرار دارند، به سمت عقب هدایت می‌شود. پس از آن، قطعات پیش‌ساخته بتنی توسط ماشین نصب می‌گردد.[۳]

## تأسیسات ایمنی و رفاهی تونل
تونل‌ها امروزه دارای تأسیسات ایمنی و رفاهی بسیار گسترده‌ای هستند. مهم‌ترین و حد اقل تأسیسات یک تونل (بنا بر بزرگی آن) دستگاه‌ها و سامانه‌های کنترل، اخطار و هدایت ترافیک، تهویه مطبوع، سنجش کربن دی‌اکسید و اعلام خطر، دود و آتش یاب، اطفاء حریق کاملاً خودکار، اعلام خطر و نورپردازی هستند تا جان انسان‌ها طی گذر از آن امن و محفوظ باشد. راه‌های ویژه گریز مردم در زمان خطر از مهم‌ترین زیرساخت‌های یک تونل محسوب می‌شوند. اکثر تونل‌های نسبتاً طویل اروپا طبق استانداردهای قانونی دارای سامانه برق اضطراری و در صورت لزوم آسانسور برای افراد ناتوان هستند. برای کارآمد بودن و ماندن این سامانه‌ها، می‌بایستی تأسیسات تونل‌ها در فواصل زمانی معقول به وسیلهٔ خدمه ویژه کنترل و در صورت لزوم ترمیم گردند.